# Santa Cruz do Sul
Santa Cruz do Sul és una ciutat brasilera de l'estat de Rio Grande do Sul.
És coneguda per ser la llar de l'Oktoberfest més gran de Rio Grande do Sul, ser la seu del major festival d'art amateur, segons la UNESCO, així com la Trobada d'Art i Tradició, i l'Autòdrom Internacional de Santa Cruz do Sul.

## Persones il·lustres
- Henrique Mecking, Gran Mestre d'escacs